# Саръгьол (дворец)
Вижте пояснителната страница за други значения на Саръгьол.
Дворецът „Саръгьол“ е обширна дървена сграда, използвана като ловна хижа от царете на Третото българско царство.
Построен е като ловна хижа от цар Фердинанд I между 1912 и 1914 г. близо до Боровец, в природен парк Рила, чиито гори са любимо място за лов на монарха. След отмяната на монархията през 1946 г. Саръгьол е национализиран от новия републикански режим в България и започва да се стопанисва от Българския ловно-рибарски съюз.
„Саръгьол“ е ремонтиран и съхранен в автентичния си вид. Стилът е съчетание на възрожденски и алпийско-европейска архитектура. В ловната хижа има както ловни трофеи на царя, така и вещи притежавани от царското семейство
През 2002 г. съдът обявява двореца Саръгьол за собственост на последния български Цар Симеон Сакскобургготски, сина на цар Борис III, но държавата води дела за Сарагьол, Царска Бистрица, Врана и други. През 2014 г. съдът обявява двореца за държавна собственост. Сакскобургготски впоследствие обжалва решението по съдебния казус.